# Gollania homalothecioides
Gollania homalothecioides là một loài Rêu trong họ Hypnaceae. Loài này được Higuchi & P.C. Wu mô tả khoa học đầu tiên năm 1995.